# Широкая Гребля (Винницкий район)
Широкая Гребля — село в Винницком районе Винницкой области Украины.
В селе есть школа, детский сад, дом культуры, КСП им.Щорса.
В селе действует храм Апостола и Евангелиста Иоанна Богослова Винницкого районного благочиния Винницкой епархии Украинской православной церкви.